# Кипрский фунт

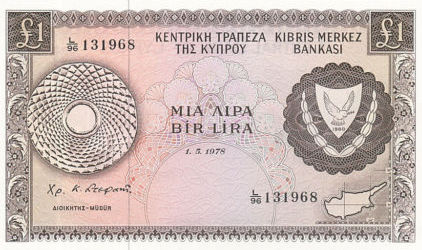
1 фунт 1978 года

Ки́прский фунт — национальная валюта Кипра в 1879—2007 годах. Код ISO 4217 — CYP.
До 1955 года фунт = 20 шиллингов = 180 пиастров, с августа 1955 года фунт = 1000 милей, с 3 октября 1983 года фунт = 100 центов.
С 1974 года использовалась только в южной части острова, на севере была заменена на турецкую лиру.
В обращении находились монеты достоинством 1, 2, 5, 10, 20 и 50 центов и банкноты в 1, 5, 10 и 20 фунтов.
Переход на евро произошёл 1 января 2008 года. При этом курс фунта был зафиксирован: 0,585274 кипрских фунтов к 1 евро.
После банковского кризиса, произошедшего на Кипре в 2013 году, киприоты начали выступать за возвращение к фунту. Например, такую позицию высказал архиепископ Кипра.

## Монеты
Монеты кипрского фунта чеканились со времени правления королевы Виктории (1879—1901). До 1955 года 1 кипрский фунт делился на 20 шиллингов (σελίνι / σελίνια, şilin), а каждый шиллинг состоял из 9 пиастров (γρόσι / γρόσια, kuruş).

### Монеты Елизаветы II (1955—1957)

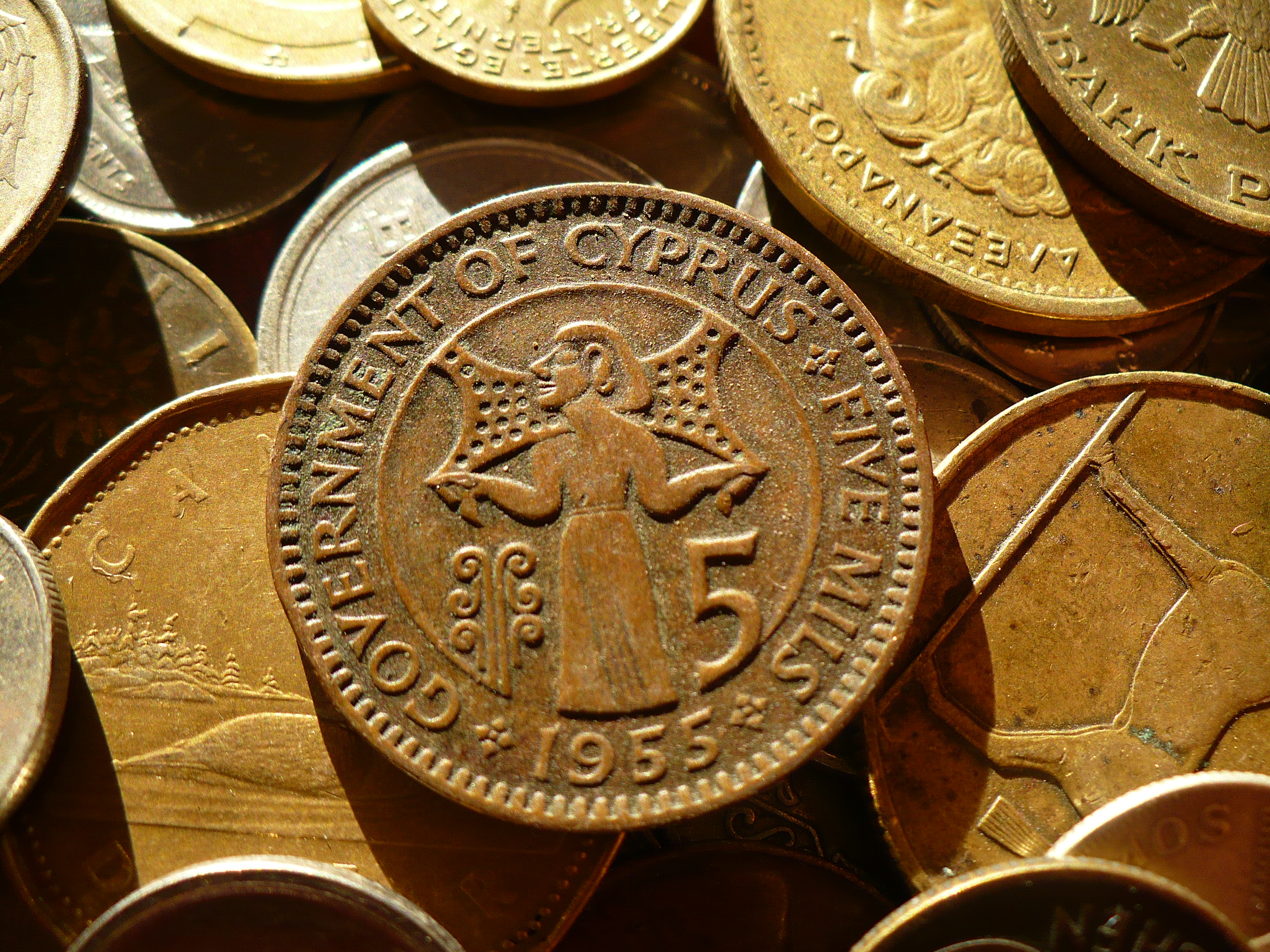
5 милей 1955 года

В 1955 году кипрский фунт был разделён на 1000 милей, монеты короля Георга VI были изъяты и заменены монетами королевы Елизаветы II, номинированными в милях. Были выпущены монеты следующих номиналов: 3 миля (1955), 5 милей (1955, 1956), 25 милей (1955), 50 милей (1955), 100 милей (1955, 1957). Поскольку монета в 50 милей составляла 1/20 фунта (как ранее 1 шиллинг), в обиходе она получила название «шиллинг». В свою очередь монету в 100 милей стали называть «2 шиллинга». В настоящее время среди коллекционеров наиболее ценятся монеты в 5 и 100 милей 1956 года выпуска.

### Монеты Республики Кипр (1 серия, 1963—1982)

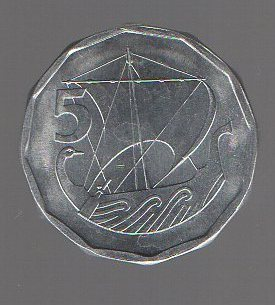
5 милей 1982 года

В 1963 году на Королевском монетном дворе в Лондоне был начат выпуск 1 серии монет Республики Кипр номиналом 1, 5, 25, 50 и 100 милей. С 1970 года стали чеканить монету номиналом в 500 милей, первый выпуск которой был посвящён FAO и 25-летию ООН.
В 1976 году была выпущена монета номиналом в 1 фунт, первый выпуск которой был посвящён памяти беженцев от турецкого вторжения 1974 года. В 1977 году на Королевском монетном дворе в Ллантрисанте (Уэльс) была отчеканена памятная золотая монета номиналом в 50 фунтов, посвящённая первому президенту Кипра архиепископу Макариосу III.
В 1981—1982 годах монета в 5 милей выпускалась со словом «Кипр» на трёх языках — греческом («KYПРОΣ»), английском («CYPRUS») и турецком («KIBRIS»).

### Монеты Республики Кипр (2 серия, с 1983 года)
| Изображение | Номинал   | Аверс | Реверс | Годы выпуска                                                    |
| ----------- | --------- | --- | --- | --------------------------------------------------------------- |
|             | ½ цента   | в центре герб Республики Кипр, внизу год выпуска, вокруг герба название эмитента на трёх языках (слева направо): «CYPRUS · KYПРОΣ · KIBRIS» | Цикламен, число ½ | 1983                                                            |
|             | 1 цент    | в центре герб Республики Кипр, внизу год выпуска, вокруг герба название эмитента на трёх языках (слева направо): «CYPRUS · KYПРОΣ · KIBRIS» | рисунок птицы в неолитическом стиле, число 1 | 1983, 1985, 1987, 1988, 1990, 1991—1994, 1996, 1998, 2003, 2004 |
|             | 2 цента   | в центре герб Республики Кипр, внизу год выпуска, вокруг герба название эмитента на трёх языках (слева направо): «CYPRUS · KYПРОΣ · KIBRIS» | рисунок двух коз в неолитическом стиле, число 2 | 1983, 1985, 1988, 1990, 1991—1994, 1996, 1998, 2003, 2004       |
|             | 5 центов  | в центре герб Республики Кипр, внизу год выпуска, вокруг герба название эмитента на трёх языках (слева направо): «CYPRUS · KYПРОΣ · KIBRIS» | рисунок головы быка в неолитическом стиле, число 5 | 1983, 1985, 1987, 1988, 1990—1994, 1998, 2001, 2004             |
|             | 10 центов | в центре герб Республики Кипр, внизу год выпуска, вокруг герба название эмитента на трёх языках (слева направо): «CYPRUS · KYПРОΣ · KIBRIS» | рисунок вазы, украшенной цветами и двумя птицами, число 10                                                                                            | 1983, 1985, 1988, 1990, 1991—1994, 1996, 1998, 2002, 2004       |
|             | 20 центов | в центре герб Республики Кипр, внизу год выпуска, вокруг герба название эмитента на трёх языках (слева направо): «CYPRUS · KYПРОΣ · KIBRIS» | птица (воробей) на ветви оливы, число 20 | 1983                                                            |
|             | 20 центов | в центре герб Республики Кипр, внизу год выпуска, вокруг герба название эмитента на трёх языках (слева направо): «CYPRUS · KYПРОΣ · KIBRIS» | изображение Зенона Китийского (334—262 до н. э.), древнегреческого философа из Китиона; справа внизу номинал «20»; слева полукругом «ΖΗΝΩΝ Ο ΚΙΤΙΕΥΣ» | 1989—1994, 1998, 2001, 2004                                     |
|             | 50 центов | в центре герб Республики Кипр, внизу год выпуска, вокруг герба название эмитента на трёх языках (слева направо): «CYPRUS · KYПРОΣ · KIBRIS» | композиция, основанная на изображении монеты города-государства Марион IV в до н. э. с похищением Европы Зевсом; внизу номинал «50»                   | 1991, 1993, 1994, 1996, 1998, 2002, 2004                        |

## Банкноты
| Серия 1997 года                                 | Серия 1997 года   | Серия 1997 года  | Серия 1997 года | Серия 1997 года | Серия 1997 года | Серия 1997 года                     | Серия 1997 года          | Серия 1997 года |
| Изображение                                     | Изображение       | Номинал (фунтов) | Размеры (мм)    | Основные цвета  | Описание        | Описание                            | Годы печати              |                 |
| Лицевая сторона                                 | Оборотная сторона | Номинал (фунтов) | Размеры (мм)    | Основные цвета  | Лицевая сторона | Оборотная сторона                   | Годы печати              |                 |
| ----------------------------------------------- | ----------------- | ---------------- | --------------- | --------------- | --------------- | ----------------------------------- | ------------------------ | --------------- |
|                                                 |                   | 1                | 140×68          | коричневый      | девушка         | вид на Като Дрис, вышивка, керамика | 1997 1998 2001 2004      |                 |
|                                                 |                   | 5                | 148×72          | пурпурный       | античный бюст   | Церковь Агиа Параскеви              | 1997 2001 2003           |                 |
|                                                 |                   | 10               | 156×76          | зелёный         | Артемида        | флора и фауна Кипра                 | 1997 1998 2001 2003 2005 |                 |
|                                                 |                   | 20               | 164×80          | синий           | Афродита        | финикийский парусник                | 1997 2001 2004           |                 |
| Масштаб изображений — 1,0 пикселя на миллиметр. |                   |                  |                 |                 |                 |                                     |                          |                 |